# 写真作家
写真作家（しゃしんさっか）は、写真を創作活動のための表現手段として主体的に用い、一貫したテーマ性を持った作品の発表を継続して行うことで一定の社会的評価を得ている写真家、芸術家。撮影技術によって生計を立てる目的で一定レベルの写真制作を行い評価される職業写真家（フォトグラファー、カメラマン））とは区別され、ゆえにフォトグラファーとしてすでに認知された者がより主体的な作品発表を行う場合の肩書きとして自称することがある。

## 背景
1990年代における日本の写真ブームを牽引した、いわゆるガーリーフォトに象徴される、ごく私的な表現としての写真創作のムーブメントは、それまで多くの写真家が一定の経験や技術レベルをもって厳選した撮影機材を拠り所に行なってきた、洗練された創作活動とは異なり、身近で他愛無い被写体がレンズ付きフィルムやコンパクトカメラ、中古の一眼レフやポラロイドカメラといったありきたりな機材（道具）で撮られたものだったが、その作品群は強い共感をもって一部の若者に受け入れられた。この私写真のムーブメントは日本の写真評論の上でもある種の作家性に裏付けられる写真ジャンルとして定着し、写真作家という呼称が一般化するきっかけとなった。